# Calendrier Gihō
Le calendrier Gihō (儀鳳暦, Gihō-reki), aussi appelé Yi-feng li, est un calendrier luni-solaire japonais.

## Histoire
Ce calendrier créé en Chine est utilisé pour la première fois au cours de l'ère Rintoku du règne de la dynastie Tang.
Le  système Gihō-reki, importé de Corée au Japon au cours de l'ère Yi-feng (676-678) du règne de l'empereur Tang Gaozong, corrige les erreurs du Yuan-jia li (calendrier Genka) mis au point en Chine. Pendant une brève période, les calendriers Genka et Gihō sont simultanéments utilisés.